# Operazioni in Val Vestino (1521)
Le operazioni in Val Vestino nel 1521 durante la Quarta guerra d'Italia consistettero nel passaggio nella valle di circa 2 000 lanzichenecchi svizzeri e tedeschi al soldo dell'imperatore Carlo V provenienti dalla città di Trento e diretti in parte nel ducato di Milano o in quello di Mantova.

## Contesto
Nella primavera del 1521 l'imperatore Carlo V, re di Spagna e “Difensore della fede”, strinse con il papa Leone X un'alleanza segreta per la cacciata dei francesi dall'Italia, promettendogli in cambio la persecuzione di tutti i movimenti ereticali sul suolo dell'impero.
Nel mese di agosto, Carlo V forte anche di un patto militare stipulato con gli inglesi, si preparò ad un'offensiva punitiva contro la Francia di re Francesco I di Francia. Approntato l'esercito imperiale con spagnoli e mercenari tedeschi, al comando di Prospero Colonna, puntò deciso l'armata sull'Italia del nord per strappare il ducato di Milano agli odiati transalpini.

## La discesa in Italia
La soldataglia tedesca e i fanti svizzeri, forti di 8 000 uomini e diretti a Mantova, calarono in Italia dal Trentino nel mese di agosto, ma furono costretti a fermarsi alcuni giorni a Trento in attesa delle paghe e dei necessari permessi della Serenissima per transitare sul suo territorio.
Lo storiografo fiorentino Francesco Guicciardini (1483-1540) nella sua “Storia d'Italia” racconta così l'episodio: “Ma l'espettazione degli uomini era volta alla venuta de' tedeschi, contro a' quali per impedire che non passassino mandavano i viniziani nel veronese, a instanza de' franzesi, parte delle loro genti: perché, venuti a [Spruch], dimandavano volere ricevere lo stipendio del primo mese a Trento, e di essere, alle radici della montagna di Monte Baldo, onde dicevano volere passare, incontrati da qualche numero di cavalli, per potere con la compagnia loro passare innanzi più sicuramente. Però Prospero Colonna aveva mandato a Mantova dugento cavalli leggieri, perché congiunti con dumila fanti comandati del territorio mantovano e con l'artiglierie del marchese, il quale, in tutte le cose, per gratificare al pontefice e a Cesare l'imperatore Carlo V, procedeva come in causa propria, non come soldato, si facessino innanzi.
Più difficile era il pagargli a Trento, perché numerandosi i danari eziandio per la parte di Cesare, dal pontefice, non si potevano mandare per il paese de' viniziani se non con grave pericolo. Intesa poi l'opposizione de' viniziani, dimandorno i tedeschi maggiori aiuti, variando eziandio nel tempo del passare la montagna e nel cammino: e perciò fu ordinato che il marchese di Pescara, che era arrivato nel modonese, si voltasse nel mantovano; al quale furono mandati dal campo cento uomini d'arme e trecento fanti spagnuoli.
Ultimatamente i tedeschi, impazienti di aspettare il tempo che aveano significato, feceno di nuovo intendere volere anticipare cinque dí; affermando che aspetterebbono alle radici di Monte Baldo i cavalli un dí solamente e, non venendo, ritornerebbeno indietro. Al qual tempo non potendo esservi il marchese di Pescara, fu necessario che dal campo vi andassino con grandissima celerità Guido Rangone e Luigi da Gonzaga: provedimenti tutti fatti superfluamente, perché, come Prospero aveva sempre affermato, non potevano i viniziani impedire il passaggio a seimila fanti, quanti tra tedeschi e grigioni erano questi, l'ordinanza de' quali arebbe sostenuti i loro cavalli, né i fanti italiani arebbono avuto ardire di opporsegli. Per la quale ragione, e perché il Senato [di Venezia], aborrente dalle occasioni di ridurre la guerra nello stato proprio, aveano voluto sodisfare a' franzesi più con le dimostrazioni che con gli effetti, le genti de' viniziani, il dí innanzi che i tedeschi dovessino passare, si ritirorno verso Verona; donde i tedeschi, senza alcuno ostacolo, passorno a Valeggio e il dí seguente nel mantovano”.

## I percorsi seguiti
Capino da Mantova o Capino Capini fu un capitano di ventura al soldo di Venezia, della Chiesa e dell’Impero. Nell’ottobre del 1513 partecipò coi veneziani alla battaglia di Creazzo e si distinse per valore. Nel 1521 militò per il papa agli ordini del marchese di Mantova Federico Gonzaga. Nel 1522 con 50 lancieri operò alla difesa di Parma e nel pavese. Nel maggio del 1526 alla morte di Paolo Vettori, fu mandato da papa Clemente VII in Francia come ambasciatore. Nel 1531 rientrò a Mantova. Nell’ottobre del 1532 agli ordini di Luigi Rodomonte Gonzaga, assediò in Vicovaro, Napoleone Orsini, ma nel dicembre con la morte del Gonzaga in combattimento per una palla d’archibugio, Capino da Mantova gli succedette nel comando della sua compagnia: il nobile Gonzaga, nelle sue volontà testamentarie, gli concedette una provvigione annua di 200 scudi ed il possesso di una casa a Fondi. Nel 1536 fu al soldo dei francesi. Nel luglio del 1537 si schierò con i fuoriusciti toscani contro Firenze: operò nel bolognese e in toscana con Piero Strozzi al comando di 1400 fanti e 50 cavalieri.  Nel 1544 passò con gli imperiali all’assedio di Alba, ma attaccato dall’ex socio Piero Strozzi, subito si arrese. Morì nel 1545.
Leggendo il contenuto di tre lettere raccolte dal cronista veneto Marin Sanudo e indirizzate ai rettori della Serenissima di Verona che apprendiamo come gli ufficiali tedeschi, per raggiungere la pianura Padana, avessero chiesto esplicitamente il consenso a Venezia di percorrere l'itinerario Corvara, Caprino Veronese o della Val Vestino.
Non siamo riusciti a capire come finì la faccenda, ossia dove esattamente gli imperiali passarono. Possiamo lecitamente ipotizzare, interpretando i citati documenti e il racconto del Guicciardini, un transito di 6 000 uomini dalla parte di Caprino Veronese via Valeggio sul Mincio e dei restanti 2 000 attraverso la Bocca di Valle a Persone in Val Vestino.
Di certo sappiamo che i condottieri Guido e Giovanni Naldi con Malatesta Baglioni e Marco da Napoli presenziarono ad una riunione tenuta dai rettori di Verona, per valutare la richiesta di attraversamento e con costoro, più il capitano del Garda, Niccolò Barbaro, verificarono la possibilità di difendere i suddetti passi veronesi da eventuali attacchi dei tedeschi.
Alla difesa della Rocca d'Anfo e dei passi bresciani furono sollecitamente comandati i capitani Battista da Martinengo e Antonio Maria da Castello. In ogni modo resta il dato storico e, questo, testimonia come, in quei tempi, la Val Vestino fosse un passaggio molto conosciuto e praticato da quegli eserciti che da nord scendevano in Italia o viceversa vi salivano. Presentiamo le seguenti lettere:
1521 agosto 9, Verona, ore 8. “La relazione del prefato Gabin di Mantova fata a li rettori di Verona. Come era sta mandà a Trento per solecitar la venuta di lanzinech, et che za erano zonti 2000 con li tre capitani, e che la mattina Castel Alto, su la piaza, li chiamo tutti apreso il castelo, esortandoli a voler venir di longo a Mantova, dove era li denari per darli la paga, mostrando una patente del Marchese , che diceva li denari era in Mantova. Etiam mostrò uno breve del Papa li persuadeva a venir di longo. I quali fanti tiratosi a parte, li risposero non voler levarsi se prima non tocavano denari.
Per tanto, lui è ritornato a Mantova a dir al nonio del Papa e lì, li ha dito sarano 8000, vidilicet quelli tre capi di colonelo di 2000 l'uno e di li altro 2000 sarà il Bastardo di Baviera , et avrano 1300 grisoni , et voleno paga per do mesi, e diman o l'altro sarano tuti li fanti in Trento. E diceano quelli capitani aspetar il passo richiesto a la Signoria nostra di passar per la Corvara via, altramenter vegnirano per Val de Vestin, et hano con loro boche 5 di artelaria, e non tocherà i lochi de la Signoria, perché non voleno romper le triegue è con quella. Et a dì 12 vien caleranno, et vol prima si mandi li denari, o per letere di cambio. Debita non sia presi per la Signoria nostra, dice verà per dà di Val Cavrin , dicenderà in la Gardesana …”.
1521 agosto 10, Verona, ore 17. “Ai rettori di Verona, dì 10 hore 17. È ritornato il cavalaro loro mandato a Trento con la risposta di dar il passo, qual dice non era lì lo Episcopo ma andato alla corte de lo imperador, e quelli capitani e locotenente tolsero dita risposta, et la sua relazione manda qui inclusa. Et dita relazione l'hano mandata al Governatore et a Milan, et loro hano pagato da 2000 fanti fin a Verona, e li mandano verso Cavrin, dove se reduse la zente e cavali lizieri chè a li passi et alcune artellarie; et hano intesi questi vegnirano per Val de Vestin, et hano scrito al Governator vengi con la zente a Peschiera et Zorzi di Vaglia e Marco da Napoli et Macon con loro compagnie vanno, sichè manco numero di fanti voler tenir in la terza”.
1521 agosto 10, Venezia. “Al Governator nostro, data ieri, a dì 10. Come à avuto lettere di zonzer qui a Venetia dil signor Marco Antonio Colona , qual va in Franza, et si scrivi a Lutrech lo tegni a Milan. Lauda tal opinion. E' homo do averlo in questi bisogni, e cussì ha scrito a Milan, Tien Lutrech lo seguirà. Ho visto la deposizion di quel Gabin di Mantova preso per li nostri, veniva di Trento. Sempre l'ha dito et scrito se vardi quelli passano il Lago, e non è tempo di lassar poste cesaree al presente. E scrive, tien diti fanti caleranno per la Val de Vestin su la Riviera di Salò, però manda domino Battista da Martinengo insieme con Antonio di Castelo contestabile nostro è a Brexa, a veder li passi di Anfo e de li via, e romper quelli facendo adunation di persone”.

## Conclusione
I lanzichenecchi parteciparono sotto le direttive della Chiesa alla conquista di Parma e Piacenza. La guerra proseguì con l'occupazione di Milano, il 27 aprile 1522 con la battaglia della Bicocca, e di Genova, poi si trascinò per altri tre anni. Terminò il 24 febbraio 1525, con la battaglia di Pavia, ove i francesi furono pesantemente sconfitti dagli imperiali al comando di Cesare Hercolani e lo stesso re Francesco I di Francia catturato fu portato, umiliato, prigioniero in Spagna.